# Andrena anograe
Andrena anograe là một loài Hymenoptera trong họ Andrenidae. Loài này được Cockerell mô tả khoa học năm 1901.

## Hình ảnh

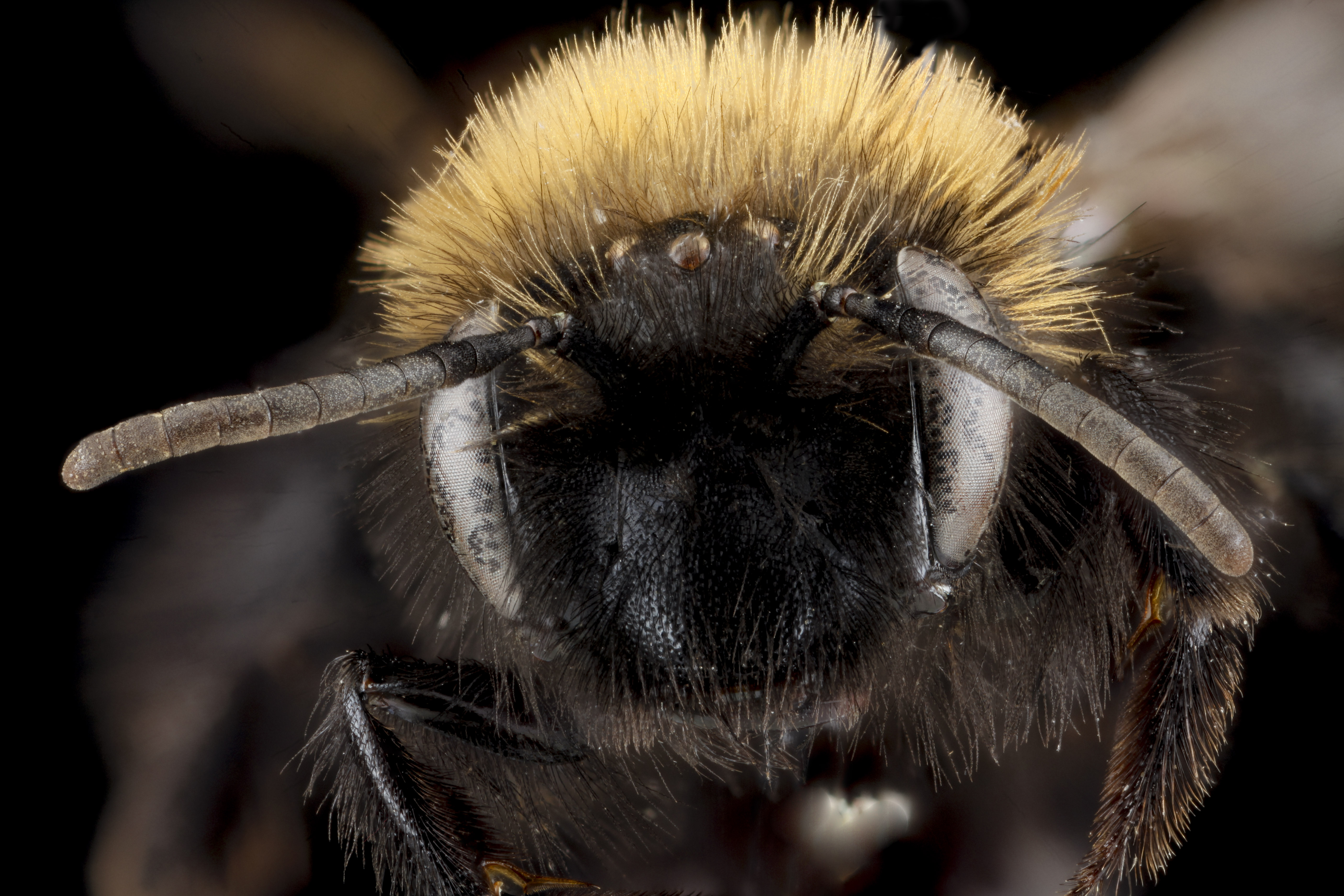